# Laterán

Lateránský obelisk z jihu

Laterán (ital. Laterno nebo Laterano) je název části Říma, ve které bylo od dob Konstantina Velkého oficiální sídlo papežů.
Patří sem:
- Lateránská bazilika (ital. Basilica di San Giovanni in Laterano)
- Starověké baptistérium
- zbytky středověkého papežského paláce se Svatými schody (Scala Santa), papežskou kaplí Sancta Sanctorum a Leoninem Tricliniem
- Lateránský palác (Laterano v užším smyslu) ze 16. století
- Největší římský tzv. lateránský obelisk
- Papežská lateránská univerzita aj.